# Stephanonectria keithii
Stephanonectria keithii är en svampart som först beskrevs av Berk. & Broome, och fick sitt nu gällande namn av Schroers & Samuels 1999. Stephanonectria keithii ingår i släktet Stephanonectria och familjen Bionectriaceae.   Inga underarter finns listade i Catalogue of Life.